# Villa Virginia Caruso
La Villa Virginia Caruso est une demeure historique située via Dante, à Palerme, en Sicile (Italie). Construite en 1908, la villa s'inscrit dans les nombreuses demeures patriciennes palermitaines du début du XXe siècle adoptant le style liberty.

## Histoire
La villa est édifiée en 1908, durant la Belle Époque où Palerme, enrichie par le commerce des agrumes, du thon et du soufre, est un centre culturel important.
Elle est construite pour Vincenzo Caruso, administrateur des biens des Florio, et sa femme Virginia qui laisse son nom à l'édifice.
Elle avoisine la Villa Malfitano Whitaker et le villino Florio.
Sans descendance, les Caruso lèguent à une nièce, Rosanna, épouse du baron Vincenzo Valenti, influent membre de la noblesse sicilienne, proche de l’avocat et conseiller occulte Vito Guarrasi (1914-1999).
Endettés, les Valenti acceptent d'accueillir le tournage de la comédie érotique La Cousine (1974), d’Aldo Lado. Autour, d'autres villas Liberty sont détruites durant le Sac de Palerme.
Leur fils, Giancarlo, meurt en 1980, sur la route de Palerme à Corleone. Proche de la famille Valenti, Salvatore Orlando (1908-2002), avocat et professeur de droit proche de la Démocratie chrétienne, père de Leoluca Orlando, hérite de la villa. Il la donne plus tard à ses petites-filles.
Salvatore Orlando loue la villa Virginia aux services du tribunal administratif de Palerme durant les années 1980. 
Au début des années 1990, Leoluca Orlando, élu maire de Palerme (1985-1990), en fait sa résidence avec son épouse et leurs deux filles. Elle devient un lieu de rencontres officielles : le dalaï-lama, Pina Bausch, Wim Wenders, Mikheïl Saakachvili, Hilary Clinton...
En 2001, le tribunal civil de Palerme ordonne la vente des meubles de la villa, avec un prix de départ de 110 millions de lires, pour l'indemnisation de Cesare Previti par Leoluca Orlando, coupable de diffamation. Cette vente est annulée, car la maison est propriété des filles de Leoluca Orlando depuis la mort de son père. 

## Architecture et décors
La villa est construite par l'architecte palermitain Filippo La Porta, né à Caltanissetta en 1851, étudiant à l'université de Palerme l'architecture en même temps qu'Ernesto Basile, auprès de Damiani Almeyda (1834-1911) avec qui il collabore. Il s'agit de la principale réalisation de l'architecte, mentionné pour un projet pour la tonnara Florio de Favignana avec Giuseppe Damiani Almejda, une probable collaboration avec la fabrique de meubles Mucoli à Palerme, dont il construit l'usine de Piazza Croci, et le monument funéraire de Gaetano Caruso (1892), père du commanditaire de la villa et administrateur des Florio à Marsala et aux Égades avant lui.
Elle est entourée d'un parc d'un hectare, planté de pins et de palmiers.
La villa se distingue par sa façade ocre asymétrique et la tourelle coiffée d’un toit en ombrelle.
Un escalier extérieur, protégé par une marquise de fer forgé, aux motifs végétaux, donne accès à l'entrée principale.
La villa a conservé son intérieur d'origine. Le mobilier est signé par Ducrot et Mucoli. Des fontes et des céramiques proviennent des anciennes usines Florio. Les vitraux ont été conçus par Pietro Bevilacqua.
Très éclairée par d'immenses fenêtres donnant sur le jardin, la salle à manger est ornée de fresques de Kiyohara Tama (1861-1939), représentant plantes, fleurs et paysage de la  baie de Naples.
Dans le grand salon est exposé le portrait de Virginia Caruso par Ettore De Maria Bergler. Il est décoré de peintures, de meubles, de fauteuils et canapés d'origine, ainsi que d'un grand piano d'époque.
Les murs sont recouverts de boiseries, d'étoffes damassées et de tapisseries vert pistache. Les plafonds à caissons sont  en érable.
Le bureau est tapissé de feuilles de cuir peintes et dorées.
Les décorations utilisent l'image de la grenade, fruit de la déesse Perséphone, partagée entre le monde des morts et celui des vivants.
Un grand escalier en chêne, éclairé par une large fenêtre ornée de fleurs par Pietro Bevilacqua et un gigantesque lustre en fer forgé d'où tombent de grosses perles rondes, mène à l'étage auquel se trouvent les chambres, les appartements des invités et les escaliers en colimaçon menant aux tourelles (studios de la photographie et de la peinture du couple Caruso) et au balcon.
La villa abrite également une tapisserie représentant l'arbre de vie.